# الألعاب الأولمبية الصيفية 1996
أقيمت دورة ألعاب الأولمبية الصيفية لسنة 1996 في مدينة أتلانتا الأمريكية. والمعروفة رسمياً باسم دورة الألعاب الأولمبية السادسة والعشرين، وتعرف بشكل غير رسمي باسم الألعاب الأولمبية المئوية، وكانت من أهم الأحداث الرياضية الدولية الواقعة في مدينة أتلانتا، حيث شاركت 197 دولة و 10318 رياضياً من مختلف أنحاء العالم بالدورة. وأصبحت مدينة أتلانتا خامس مدينة أمريكية لاستضافة دورة الألعاب الأولمبية، والثالثة لاستضافة دورة الألعاب الأولمبية الصيفية.

## اختيار المدينة المضيفة
جدول يوضح عدد الأصوات التي حصلت عليها كل مدينة خلال عملية التصويت لاختيار المدينة المضيفة وتم اختيار أتلانتا بتاريخ 18 سبتمبر 1990 في العاصمة اليابانية طوكيو حيث كان البعض يتوقعون فوز تورنتو الكندية بالاستضافة لأن الولايات المتحدة الأمريكية حصلت على شرف الاستضافة قبل 12 سنة في لوس انجلوس. بينما كان ممثلو ملف أثينا يقولون بما أن هذه الأولمبياد ستكون الذكرة المئوية لأول أولمبياد أقيمت في أثينا فيجب أن تستضيف اليونان أولمبياد 1996 ولكن قرار التصويت أدى إلى فوز أتلانتا بسبب جاهزية المدينة ومنشأتها لإستضافة هذا الحدث الكبير.
| المدينة | البلد             | المرحلة الأولى | المرحلة الثانية | المرحلة الثالثة | المرحلة الرابعة | المرحلة الخامسة |
| ------- | ----------------- | -------------- | --------------- | --------------- | --------------- | --------------- |
| أتلاتنا | الولايات المتحدة  | 19             | 20              | 26              | 34              | 51              |
| أثينا   | اليونان           | 23             | 23              | 26              | 30              | 35              |
| تورنتو  | كندا              | 14             | 17              | 18              | 22              |                 |
| ملبورن  | أستراليا          | 12             | 21              | 16              | -               | -               |
| مانشستر | المملكة المتحدة   | 11             | 5               | -               | -               | -               |
| بلغراد  | جمهورية يوغسلافيا | 7              | -               | -               | -               | -               |

## الملاعب والمنشأة الرياضية
تم إقامة المنافسة على ملاعب ومنشأة عديدة مثلاً
- منافسات كرة القدم أقيمت في (ملعب ميامي أورانج بول) و(ملعب ليجيون فيلد) و(ملعب روبرت كينيدي التذكاري) و(ملعب كرتس بول).

## جدول الميداليات للعشر الأوائل
| جدول الميداليات |                  |       |       |         |         |
| الترتيب         | البلد            | الذهب | الفضة | البرونز | المجموع |
| 1               | الولايات المتحدة | 44    | 32    | 25      | 101     |
| 2               | روسيا            | 26    | 21    | 16      | 63      |
| 3               | ألمانيا          | 20    | 18    | 27      | 65      |
| 4               | الصين            | 16    | 22    | 12      | 50      |
| 5               | فرنسا            | 15    | 7     | 15      | 37      |
| 6               | إيطاليا          | 13    | 10    | 12      | 35      |
| 7               | أستراليا         | 9     | 9     | 23      | 41      |
| 8               | كوبا             | 9     | 8     | 8       | 25      |
| 9               | أوكرانيا         | 9     | 2     | 12      | 23      |
| 10              | كوريا الجنوبية   | 7     | 15    | 5       | 27      |

## الحضور العربي
- الجزائر نور الدين مرسلي ذهبية سباق 1500 م
- سوريا غادة شعاع ذهبية مسابقة السباعية
- الجزائر حسين سلطاني ذهبية الوزن الخفيف في الملاكمة
- الجزائر محمد بحاري برونزية الوزن في الملاكمة
- تونس فتحي الميساوي برونزية في وزن أقل من 5 ر65 في الملاكمة
- المغرب خالد بولامي برونزية سباق 5000 م
- المغرب صلاح حيسو برونزية سباق 10000 م